# Александар од Фере
Александар од Фере (грчки: Ἀλέξανδρος) је био тиранин Фере у Тесалији. Владао је од 369. до 358. године п. н. е. 

## Биографија
Александар је био син Јасона од Фере који је убијен 370. године п. н. е. покушавајући да раздвоји два завађена војника. Његов отац ударио је темеље моћи тесалске војске. Јасона је наследио старији син, Александров брат Полидор. Александар га је дао отровати. Ксенофонт наводи да је Полидора наследио брат Полифрон кога је потом убио Александар. У сваком случају, Александар се од почетка владавине лоше односио према поданицима. Алеауде, моћну аристократску породицу из Ларисе, је тиме натерао на устанак (368. п. н. е.). Устаници траже помоћ од Македоније. Александар II Македонски се одазвао позиву и на превару је поставио своје гарнизоне у Тесалији. Тиме је изазвао интервенцију Тебе, тада на врхунцу моћи. Пелопида предводи војску која истерује Македонце из Тесалије и враћа Александра из Фере на власт. Пелопида и Исменија су се исте године нашли на Александровом двору јер су се тесалијски градови жалили на окрутност тиранина. Александар је затворио Пелопиду и тиме изазвао интервенцију Епаминонде који га је војском присилио да га ослободи. Теба 364. године п. н. е. војно интервенише против Александра. Одлучујућа битка вођена је код Киноскефале. Када је Пелопида био на прагу победе, неопрезно је напао Александра. У безглавом походу је изгубио живот. Тесалци су ипак изгубили битку и следеће године ступили у Беотијски савез. Као тебански савезник, Александар учествује у пиратским нападима на флоту Другог атинског поморског савеза. Александар је страдао у атентату кога је припремила његова супруга Теба (357. п. н. е.). 